# Branchiosyllis diazi
Branchiosyllis diazi är en ringmaskart som beskrevs av Rioja 1958. Branchiosyllis diazi ingår i släktet Branchiosyllis och familjen Syllidae.
Artens utbredningsområde är Mexikanska golfen. Inga underarter finns listade i Catalogue of Life.